# Oki (rapper)
Oki, pseudonimo di Oskar Kamiński (Lubin, 10 agosto 1998), è un rapper polacco.

## Biografia
Inizia la sua carriera nel 2013, pubblicando alcune canzoni su YouTube. Guadagna notorietà nel 2018, grazie alla pubblicazione del suo primo album in studio Oki & Nearr, seguito l'anno successivo da 47universe. Il 10 gennaio 2020 esce il suo terzo album 47playground, che vede la partecipazione dei rapper Paluch, Szpaku, Gedz e ZetHa, seguito, nello stesso anno, da 77747mixtape.
Il 6 maggio 2021 è la volta di OIO, album in collaborazione con altri due esponenti della nuova scena polacca, ovvero Young Igi e  Otsochodzi. Nel 2022 pubblica Produkt47, ed entra a far parte del supergruppo Club2020, comprendente svariati rapper tra cui Taco Hemingway, Young Igi, Otsochodzi, Schafter, Dziarma, Young Leosia e Szczyl.
Il 6 giugno 2024 viene reso disponibile l'album Era47, caratterizzato da collaborazioni con Bedoes 2115, Swizzy, Worek, Otsochodzi, Sobel, Oskar83 e altri.

## Discografia

### Da solista

#### Album in studio
- 2018 – Oki & Nearr
- 2019 – 47universe
- 2020 – 47playground
- 2022 – Produkt47
- 2024 – Era47

#### EP
- 2014 – Szanuj EP (con Mongoł)
- 2025 – I Miss You on Tour

#### Mixtape
- 2015 – Microphone Killah Mixtape (con Girson)
- 2015 – C.R.E.A.M Mixtape
- 2020 – 77747mixtape
- 2020 – 47Remix Pack

### Club2020
- 2023 – Club2020

### OIO
- 2021 – OIO